# Листвянка (станция)
Листвя́нка — железнодорожная станция Сасовского направления Московской железной дороги. Расположена в посёлке Листвянка. Является последним общим остановочным пунктом при следовании из Рязани для электропоездов на Гавердово и по основному маршруту Сасовского направления — до станций Ясаково, Шилово, Сасово, Кустарёвка и Пичкиряево.

## Пассажирское движение
В 2012 году станция является промежуточной остановкой всех электропоездов, следующих из Рязани по Сасовскому направлению — всего 10 пар ежедневно. Время в пути от Рязани — 31 минута.
Посадочные платформы низкие и не оборудованы турникетами.